# Club Carlos A. Mannucci
El Club Social y Deportivo Carlos A. Mannucci, conocido como Carlos Mannucci o simplemente Mannucci, es un club de fútbol peruano, fundado el 16 de noviembre de 1959 en la ciudad de Trujillo, La Libertad. Desde la temporada 2025 participa en la Liga 2, la segunda categoría del fútbol nacional. Jugó su primer torneo internacional en el 2021.
Sus años en la máxima categoría del fútbol peruano le hicieron ganarse la simpatía de la afición trujillana y liberteña, siendo el club local que más temporadas acumula en dicha categoría, motivo por el cual se le considera el equipo de mayor tradición y arraigo popular de Trujillo, viéndose esto en parte reflejado en la popular frase «Trujillo es Mannucci», muy recurrente en la publicidad.   
También es considerado uno de los clubes más importantes y tradicionales del norte del país, disputando el llamado «Clásico del Norte Peruano» con Juan Aurich de Chiclayo, en donde el cuadro tricolor posee ventaja histórica.  
Su clásico e histórico rival citadino es el Alfonso Ugarte de Chiclín, con el que protagonizaba el «Clásico Trujillano», condición que ganó tras la serie de encuentros jugados en la Copa Perú, este terminó siendo el rival directo del cuadro de Chiclín. En la actualidad, Mannucci se encuentra disputando la Segunda División del Perú, mientras que Alfonso Ugarte se encuentra en la Liga Distrital de Trujillo.

## Historia
Fundado el 16 de noviembre de 1959, la institución nace de la iniciativa de las jugadoras de voleibol del Hospital Víctor Lazarte, que cuando perdieron el apoyo de su institución recurrieron a los descendientes de Carlos Alberto Mannucci Finochetti, fallecido tres años antes, para solicitarles su patrocinio y continuar participando en los torneos locales. Aceptando esto, Carlos José Mannucci Vega y su madre, Laura Vega de Mannucci es que se inicia la historia del cuadro tricolor.
Inicialmente el club empieza a competir primero en los torneos locales de voleibol y luego de básquetbol, logrando grandes actuaciones en cada torneo en el que participó. El Club en ese momento era financiado por la firma Carlos A. Mannucci S.A. y tras comprar la categoría a la escuadra del Club Mariscal Ramón Castilla inicia su participación en el fútbol trujillano. El entusiasmo de la familia Mannucci así como de los trabajadores de la empresa fomenta un interés cada vez mayor en llevar muy lejos al equipo de fútbol.

### 1959-1967: Era Amateur
Así, luego de competir en la Liga local, el año 1967 logra el título de esta y avanza en el camino de la Copa Perú, ganando la simpatía y la adhesión del pueblo trujillano que hasta ese momento se había identificado con Alfonso Ugarte de Chiclín, pero que en adelante sería plenamente identificado con los colores mannuccistas.

### 1968: Inicios del profesionalismo
En abril de 1968 Mannucci disputó la final de la Copa Perú en Lima y la ganó en la última fecha tras derrotar 1-0 al FBC Melgar. Este triunfo le permitió superar en la tabla al Sport Chorrillos de Talara, coronándose como campeón e ingresando al Fútbol Profesional. 
Ese equipo era dirigido por Juan Honores y en el equipo titular alineaban: José Vargas, Maúrtua, Óscar Villalobos García, Soto, Primitivo Zapata, Yánez, Agüero, Molina, Vargas Mendoza, Serrano y Pérez, Matías Quintos también formaría parte del equipo que jugó en la primera división.
Su primer triunfo en la máxima división lo consiguió el 21 de julio de 1968 en la fecha 5 ante Alianza Lima en la capital tras derrotar a los íntimos por 2 a 1 con anotaciones de Víctor Yáñez y Jorge Quipuzco ante 7.383 espectadores en el Estadio Lolo Fernández.
Desafortunadamente las reglas del torneo señalaban el descenso era para dos equipos, uno de Lima y uno de Provincias. Por esto, a pesar de terminar en novena ubicación, del 10.º al 16.º puesto eran equipos de Lima y Mannucci descendió de categoría.

### 1969: Nuevo ascenso a Primera División
En la Copa Perú 1969 vuelve a participar como campeón regional de su zona y vuelve a conquistar el título tras ganar todos los partidos del hexagonal dejando atrás al FBC Melgar y San Lorenzo de Chiclayo, ascendiendo nuevamente al fútbol rentado. En el equipo alineaban: José Vargas, Rubén Rivas, Carlos Cervera, Óscar Villalobos García, Víctor Céspedes, Matías Quintos, Walter Cossío, Oscar Herrera, Jorge García, Alejandro Zevallos y Jorge Quipuzco siendo dirigidos por el paraguayo Miguel Ortega y bajo la presidencia de Fernando Salaverry.

### La década de 1970
Se mantuvo como protagonista en 1970 y 1971, pero en el año 1972, ya sin el respaldo económico de la firma Carlos A. Mannucci S.A. desciende a la liga trujillana. El equipo en 1973 estaba casi abandonado, cuando fue tomado por Don Alex Neciosup Alcántara, quien como presidente aquel año lo llevó nuevamente al fútbol profesional, tras coronarse como campeón regional luego de eliminar a la Universidad Técnica de Cajamarca. Aquel año ascendieron los campeones regionales y no se realizó final de la Copa Perú. Bajo la presidencia de Don Alex Neciosup, Mannucci realizó grandes presentaciones en el fútbol profesional.

### La década de 1980
El año 1976, desciende nuevamente para regresar a la máxima división el año 1983. A partir del año 1984, hasta 1991 se juega el Torneo Descentralizado Nacional y también el Torneo Descentralizado Regional. Mannucci interviene en la Región Norte y en los años 1985, 1987 y 1991, se corona campeón y se enfrenta a los equipos capitalinos en la liguilla pre-libertadores, donde si bien no logró la clasificación, dejó en alto el nombre del fútbol trujillano.

### La década de 1990
En 1991, mediante la resolución 001, la FPF reduciría los 44 equipos profesionales a solo 16 para el torneo del año 1992. Mannucci al final del 91 culminó igualado con el Deportivo Pacífico de Tumbes y aseguró su participación en el Descentralizado 1992 al vencerlo 3-0, con triplete de Juan ‘Gol’ Caballero en encuentro extra jugado en el Estadio Nacional del Perú.
En el año 1993, luego de un inicio aceptable en el que Mannucci se ubicó en la primera parte del torneo entre los primeros puestos, los problemas económicos agobiaron a directivos y jugadores, por lo que en el intermedio del campeonato, el manejo del Club pasó a manos de la empresa COVISE, la cual se comprometió a solucionar los problemas económicos de la institución y posteriormente, hacer las inversiones necesarias para potenciar el equipo y el año 1994 luchar por el título nacional.
El objetivo para el año 93 se cumplió con una bonita campaña en donde se clasificó a la pre – liguilla. Para 1994, COVISE realizó un gran trabajo económico, pero ocurrió lo inesperado. Luego de muchos problemas con arbitrajes, entrenadores y jugadores inadecuados, partidos de local empatados o perdidos con rivales directos, por un punto Mannucci pierde la categoría. La lucha por no descender fue con el Cienciano del Cusco, y se alargó hasta la dramática última fecha, en la que con un empate a cero con Unión Minas, la escuadra cusqueña aseguró su permanencia, a pesar del inútil triunfo de Mannucci sobre el FBC Melgar.

### 1994-2013: Descenso e irregularidad
Tras un mal andar en lo deportivo y lo directivo, Mannucci se encontró sumido en una seria crisis institucional que desembocó con el descenso del equipo en la temporada 1994, además de varios cambios de directivos y administraciones en los últimos años.
Los años 1995, 1996, 2000, 2006, 2007 y 2008 Mannucci armó equipos con un buen nivel a fin de lograr el retorno, pero sería eliminado en la Etapa Regional de la Copa Perú en aquellas campañas.
En la edición 2009 de la Copa Perú, bajo la presidencia de Daniel Salaverry Villa, Mannucci superó la Etapa Regional y avanzó hasta los cuartos de final de la Copa Perú, ubicándose en el 5° lugar a muy poco de lograr el retorno.
A principios de diciembre, 3 empresarios se unieron al presidente carlista Daniel Salaverry con el objetivo de volver al equipo a Primera División, el panorama parecía complicarse con la deserción de Wilfredo Quispe (uno de los aliados de Salaverry), el técnico Roberto Arrelucea y uno de los posibles refuerzos para la presente campaña, Lee Andonaire.
Para 2013, pese a dichas bajas, Mannucci no se quedó de brazos cruzados. En reemplazo de Arrelucea llegó Eusebio Salazar, ex DT de Binacional de Desaguadero, que incorporó algunos refuerzos, la mayoría proveniente del Juventud Bellavista, como el caso de Miguel Pajares, Bryan Carrillo y Danny Edquén.

### 2014-2017: Temporadas en Segunda División
En 2014 ascendió por una invitación extraordinaria, el cual derivó el pago de un cupo para participar, junto a otros clubes a la Segunda División del Perú donde en el torneo 2014 empezó mal pero finalizó tercero.
Ya en la temporada 2015 el club inició el torneo con problemas dirigenciales (igual que en 2014), razón por la cual no pudo conocer el triunfo hasta la primera fecha de la segunda rueda (fecha 12).
En la Segunda División 2016 fue uno de los animadores del torneo, donde incluso estuvo en la primera posición por muchas fechas (hasta la penúltima). Sin embargo, en la última fecha perdió contra Cienciano en el Cusco y quedó en el cuarto lugar, sin poder lograr su objetivo de ascender.

### 2018: El ascenso a Primera División después de 25 años
En la Segunda División 2018, tras quedar segundo en la tabla, jugaría los play-offs de la fase final para ascender a primera división.
Enfrentarían a Atlético Grau empatarían 1-1 de visita y ganarían 5-2 de local con doblete de Osnar Noronha.
Enfrentaron a Cienciano en semifinales, perdieron 2-0 de visita y ante todo pronóstico ganarían 5-2 
pasarían por un global de 5-4. En la final enfrentarían a César Vallejo
empatarían 1-1 de local y de visita, jugado en la ciudad de Casa Grande, perderían 3-1.
Se realizaría un  cuadrangular de ascenso, en el cual participaran el segundo y tercer puesto de la copa Perú.
También el segundo y tercer puesto de Segunda División. En la primera fecha vencerían 2-1 a Santos de Ica.
En la segunda fecha empatarían 2-2 con Alianza Universidad de Huanuco.
En la última obligado a ganar ya que su rival Cienciano tenía más goles a favor.
Finalmente Carlos A. Mannuci ganó 1-0 a Cienciano ganando el cuadrangular y ascendiendo a Primera División luego de 25 años.

### 2019-2023: Retorno a Primera División

#### Temporada 2019
Los Carlistas jugarían su partido de debut en la Primera División 2019 ahora llamada Liga 1 contra Ayacucho FC el 16 de febrero, consiguiendo un empate a 4 con goles de Osnar Noronha (12'), Niger Vega (37'), Tulio Enrique Echemaite (45') y Gonzalo Ramos (73'). Terminarían el Apertura en la posición número 14 con 16 puntos de 51 posibles, 22 goles a favor y 27 en contra. 
El Clausura lo jugó el debut nuevamente contra el Ayacucho F.C, esta vez cayendo 1-0. Terminaría el Clausura en el 5° lugar, con 28 puntos de 51 posibles, 19 goles a favor y 18 en contra. En el acumulado terminaría en la 10ª posición con 44 puntos, 42 goles a favor y 45 en contra. Manuel Heredia fue elegido "Arquero del Año" junto a José Carvallo
Esa misma temporada jugaría la Copa Bicentenario 2019, ubicado en el Grupo C junto a Universitario de Deportes, Deportivo Coopsol y Unión Huaral. Su primer partido fue contra el Coopsol, empatando a un gol. El segundo partido lo jugó contra Unión Huaral empatando a 3 goles. Su último encuentro lo terminó contra los "cremas" perdiendo 2-0, terminando en la última posición con solo 2 puntos.

#### Temporada 2020
En la Liga 1 2020 debutaría ante el recién ascendido Carlos Stein goleando 3 a 0 con gol de Rely Fernández y doblete de Osnar Noronha. Previa a la suspensión temporal del torneo peruano por la pandemia del coronavirus, jugaría 6 fechas logrando apenas una victoria (el debut), 3 empates (ante Alianza Lima, Sport Boys y San Martín) y dos derrotas (AD Cantolao y Cienciano). Volvería a jugar el 19 de agosto ganándole a la Alianza Universidad (por entonces uno de los primeros lugares) logrando una victoria y en adelante 3 victorias consecutivas, perdiendo la racha ante Atlético Grau en la fecha 11 por 2 a 0. Cerraría el apertura cayendo 1 a 0 ante Sport Huancayo, en la quinta posición con un total de 7 victorias, 8 empates y 4 derrotas con 28 goles a favor y 22 en contra, sumando 29 puntos de 57 posibles.
La fase 2 del torneo o el clausura la jugaría en el grupo B junto a Ayacucho, Universidad César Vallejo, Cusco FC, FBC Melgar, Sport Boys, Deportivo Llacuabamba, Deportivo Municipal, Sport Huancayo y Alianza Lima, logrando el 3 lugar con un total de 5 victorias, 1 empate y 3 derrotas, 13 goles a favor y 7 en contra, sumando 16 puntos de 27 posibles. En el acumulado lograría 45 puntos, lo que le bastó para poder conseguir el quinto lugar y acceder a la Copa Sudamericana por primera vez en su historia. Osnar Noronha y Ricardo Lagos Puyén quedarían como los goleadores del equipo con 5 anotaciones cada uno.

#### Temporada 2021
Al inicio del 2021 integró el Grupo A de la Fase 1 en la Liga 1 2021, quedando el quinto lugar con 12 puntos.
En junio se disputó la Copa Bicentenario 2021, donde la Tricolor tuvo una gran campaña, llegando a la final; donde perdió frente al club Sporting Cristal por el marcador de 2 a 1.
En julio se inició la Liga 1 - Betsson Fase 2, donde quedó en el puesto 9 con 24 puntos.
Al final del año en la tabla acumulada 2021, el club logró obtener 36 puntos; ubicándose en el puesto 9. Quedando a 1 punto de lograr ingresar a la Copa Sudamericana 2022.
Por su parte en la Copa Sudamericana 2021 que fue el primer torneo internacional que jugó en su historia, debido a su cambio de formato debió enfrentar a Melgar en partidos de ida y vuelta para clasificar a la fase de grupos. Lamentablemente para el equipo trujillano perdería el global 3-5 y se quedó con las ganas de jugar partidos contra clubes de otros países.

#### Temporada 2022
La campaña de la Liga 1 2022 no fue la esperada por la dirigencia y los seguidores del cuadro tricolor, debido a la gran inversión hecha, en el Torneo Apertura se ubicó en el puesto 12 con 20 puntos y en el Torneo Clausura logró ubicarse en el puesto 17 con 16 puntos. Con esto en el acumulado del año terminó en el puesto 15 con 33 puntos, peleando hasta las fechas finales por la permanencia.

#### Temporada 2023
La Liga 1 2023 inicia con una gran ilusión trayendo al técnico uruguayo Mario Viera y refuerzos a pedido del mismo, se hace un apertura decoroso ubicándose La Tricolor en el puesto 7 con 27 puntos, se esperaba un Clausura mejor pero el equipo cayo en su juego; perdiendo muchos puntos de local y quedando a 4 puntos de la Copa Sudamericana 2024, generando una decepción en su hinchada, ya que gran parte del año se estuvo en zona de torneos internacionales.

### 2024: El descenso a Segunda División
Llegando a la Liga 1 2024 tendría un rendimiento muy pobre a comparación de las campañas anteriores, lo que daría resultado a varias derrotas consecutivas durante el torneo y trayendo como consecuencia la renuncia de su entonces entrenador Franco Navarro tras las primeras diez fechas. Posteriormente tras la continuidad de los malos resultados Milton Mendes también deja de ser el DT y ahora todo dependía de Salomon Paredes para evitar descender. 
El cuadro tricolor se lograría reponer y tras ganarle el clásico a la César Vallejo que también luchaba la baja llegaron a la última fecha igualado en puntos con la Vallejo y UTC con 30 cada uno sabiendo que de ellos solo uno lograría mantener la categoría. El equipo lograría en un momento salvarse de bajar tras vencer de forma momentánea a Alianza Atlético y la derrota de UTC frente a Sport Huancayo, sin embargo los empates agónicos de ambos partidos sobre el final condenaron a Mannucci que terminó perdiendo la categoría solo por diferencia de gol y ahora tenía que disputar la Liga 2.

## Uniforme
En sus inicios usaba camiseta y pantalones negros, con medias blancas. A partir de 1968, Carlos A. Mannucci empezó a usar camiseta azul con franjas roja y blanca, pantalones y medias blancas. Dichos colores son los que identifican al club. En la actualidad el club viste todo de azul con detalles blancos y rojos, el uniforme alterno es blanco.

### Uniforme actual
| Titular | Alternativo |

| Periodo   | Proveedor     |
| --------- | ------------- |
| 1992-1993 | Calvo         |
| 1997-1998 | Kappa         |
| 1999-2001 | Jor SportWear |
| 2002-2004 | Divas         |
| 2005-2006 | Kappa         |
| 2009-2011 | Real          |
| 2012      | DSV           |
| 2013      | Walon         |
| 2014-2015 | Convert       |
| 2016-2017 | Walon         |
| 2018      | Habitez       |
| 2019-2021 | Walon         |
| 2022-2023 | New Atlethic  |
| 2024      | Walon         |
| 2025-act. | Jave          |

| Periodo       | Patrocinador             |
| ------------- | ------------------------ |
| 1991          | Cerveza Cristal          |
| 1992-1993     | Cerveza Pilsen Trujillo  |
| 1994          | Covise                   |
| 1995-1997     | Cerveza Pilsen Trujillo  |
| 1998          | Pepsi                    |
| 2000          | Cerveza Pilsen Trujillo  |
| 2004-2005     | Coca Cola                |
| 2006          | Cerveza Cristal          |
| 2007          | Wong                     |
| 2009-2012     | DSV                      |
| 2012          | UPAO                     |
| 2015-2016     | UPAO - Huemura - Tuplast |
| 2017          | UPAO Entel               |
| 2018          | UPAO Claro               |
| 2023          | VW Mannucci              |
| 2019-presente | UPAO                     |
| 2024-presente | Grupo Mannucci           |

## Símbolos

### Escudos

#### Escudo Antiguo
El escudo usado antiguamente en las camisetas del Club Carlos A. Mannucci únicamente incluía las iniciales de la institución, "C.A.M." Es con este escudo que el Club logra los títulos de la Copa Perú y participa los primeros años en el Fútbol Profesional.
A partir de 1971 se incorpora el escudo de armas de la ciudad de Trujillo dentro del emblema tricolor, buscando la mayor identificación del equipo mannuccista con el pueblo trujillano.
Acorde a la moda de la época, entre 1975 y 1984 Mannucci lució en sus camisetas el escudo de la ciudad de Trujillo impreso ampliamente en el pecho, acompañados de los nombres "Mannucci" o "Trujillo".
Desde mediados de la década de 1980, el equipo tricolor vuelve a lucir su emblema en tamaño pequeño y sobre el corazón, acompañado también por el nombre del equipo y la ciudad, arriba y abajo respectivamente.
En el año 1987 y luego a partir de 1992 se utilizaría el escudo que básicamente conocemos actualmente, formado por dos partes, en la parte superior con el nombre del Club y en la inferior el Escudo de Armas de Trujillo, con contorno rectangular delineado y con fondo blanco para ambas partes.

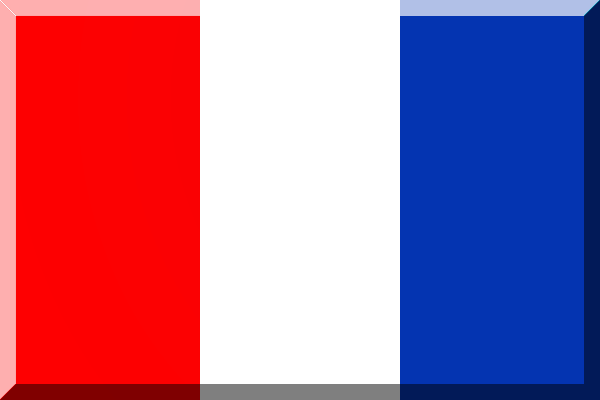
Colores de la bandera del Mannucci

#### Escudo Actual
A partir del año 2005 se incluirían las franjas azul y roja en el fondo del escudo, franjas que se han utilizado tradicionalmente en la indumentaria tricolor. Del mismo modo retorna el nombre de "Trujillo" al emblema carlista.

### Bandera
La barra es originaria de los barrios más populares de Chicago donde hasta la fecha se mantiene como sede tradicional y punto de encuentro de numerosos hinchas identificados con el club, se hacen llamar La barra brava de Chicago los cuales tienen como lema por tradición la popular frase "Fuerza Mannucci!". Desde las banderas hasta el uniforme llevan los colores tradicionales de Trujillo que son rojo, blanco y azul.

### Himno
El Carlos A. Mannucci aún no cuenta con un himno oficial pero sus hinchas igualmente alientan a su equipo con sus cánticos, hay un estribillo en particular que en cada partido es entonado y que ha quedado marcado en la mente y corazón de cientos de hinchas y que al parecer poco a poco la están adoptando como su himno.

### Mascota
El Club Carlos A. Mannucci ha incorporado a su historia y tradición un nuevo elemento, una animación creativa surgida desde el ingenio de uno de sus fieles seguidores y materializada para contribuir con el desarrollo de la imagen y el carisma que una institución como Mannucci busca tanto desarrollar. La mascota oficial fue bautizada como Charly, estrenándose en el encuentro amistoso de principios de 2007 cuando en el Estadio Mansiche recibió la visita desde Lima de Universitario. Desde ese momento Charly acompaña al equipo en sus presentaciones, alegrando al público y motivando a la escuadra trujillana.
El origen de Charly es claro y notoria su relación con la simbología trujillana. La mascota no es más que un grifo, un animal mitológico con cuerpo de león, y la cabeza y parte delantera del cuerpo de un águila, que reúne con esto las características del rey de los animales y del rey de las aves, reinando tanto en la tierra como en el cielo según señala la mitología griega. Este grifo forma parte del escudo de armas de la ciudad de Trujillo y que a partir de la década de 1970 fue incorporado en la insignia mannuccista.

### Popularidad
El Carlos A. Mannucci está considerado entre los equipos más populares del norte del Perú y es el equipo más tradicional y popular para la afición trujillana.
En la temporada 2016 de la Segunda División, Mannucci fue el club que más público llevó a las tribunas en el norte del país, superando considerablemente a otros clubes de Primera y Segunda División en asistencia anual.

## Rivalidades

### Clásico Trujillano[15]
Mannucci y Alfonso Ugarte de Chiclín tienen una gran rivalidad, más aún durante fines de los años 60 y la década de 1970 en que ambas escuadras representaban a Trujillo en el fútbol nacional y luchaban por tener la preferencia de la afición trujillana. Ugarte campeonó en la primera edición de la Copa Perú y Mannucci lo hizo en la segunda y tercera, pero los carlistas continuaron en el fútbol profesional y sacaron ventaja de un Ugarte que nunca volvió.
Tras el descenso tricolor en 1994, la rivalidad entre ambas escuadras volvió a manifestarse en la liga trujillana con grandes encuentros disputados a estadio lleno, aunque la poca inversión realizada por Ugarte en los últimos años le ha restado poderío y expectativa al tradicional Clásico Trujillano. 

### Clásico del Norte[16]
Carlos A. Mannucci también tiene una rivalidad con el Juan Aurich de Chiclayo, con quien disputa el denominado Clásico del Norte. Desde que ambos equipos ascendieron a Primera División se han convertido en los clubes provincianos norteños con más prestigio. Este clásico se jugó con regularidad en la Primera División del Perú hasta que el Carlos A. Mannucci fue relegado a la Copa Perú. Tras el descenso de Aurich a la Segunda División el clásico volvió a jugarse en 2018 en esa categoría pero al final del torneo Carlos A. Mannucci regresaría a Primera División y el clásico quedó nuevamente discontinuado.

### Clásico Moderno Trujillano[17]
Mannucci y César Vallejo forman el clásico moderno Trujillano, que a partir de la Copa Perú 1998 se verían las caras; este clásico tomó relevancia después que ambas escuadras ascendieran a la Liga 1. Los dos equipos son los más populares en la región de La libertad. 
Un dato curioso: los dos equipos juegan de local en el Mansiche siendo uno de los pocos clásicos del mundo en tener esta característica.

## Estadio
El Estadio Mansiche de Trujillo fue fundado el 12 de octubre de 1946. El primer partido, jugado ese mismo día, fue entre los cuadros del Club Social Deportivo Trujillo y Sport Tigre de Trujillo.

### Récord de asistencia
El estadio registró dos récords de asistencia en toda su historia, antes de la remodelación, cuando tenía una capacidad de 14 000 espectadores. Se registró un lleno total en un encuentro entre el equipo local Carlos A. Mannucci y el Alianza Lima y que terminó 1-0 a favor del equipo local.
Luego de la remodelación realizada en el año 2004 con vistas a la Copa América 2004, se consiguió un lleno total en el partido entre las selecciones de Perú y Colombia que terminó empatado 2 a 2.

## Datos del club
- Puesto histórico Perú: 18.º
- Temporadas en Primera División: 25 (1968-1972, 1974-1976, 1984-1994, 2019-2024).
- Temporadas en Segunda División: 7 (1983, 2014-2018, 2025-Act).
- Mejor puesto en la liga: 5.º (1985, 2020).
- Mayor goleada conseguida:
  - En campeonatos nacionales de local: Carlos A. Mannucci 8:0 Salesianos (1969)[18] / Carlos A. Mannucci 8:0 Serrato Pacasmayo (30 de agosto de 2018).[19][20][21]
  - En campeonatos nacionales de visita: Defensor La Bocana 1:6 Carlos A. Mannucci (2 de julio del 2017).[22][23] / Sport Boys 2:6 Carlos A. Mannucci (21 de agosto del 2024)
  - En campeonatos internacionales de local: Ninguno.
  - En campeonatos internacionales de visita: Ninguno.
- Mayor goleada recibida:
  - En campeonatos nacionales de local: Carlos A. Mannucci 0:5 Sport Boys (7 de junio de 2015).[24]
  - En campeonatos nacionales de visita: Defensor Lima 7:1 Carlos A. Mannucci (1972).[25]
  - En campeonatos internacionales de local: Carlos A. Mannucci 1:2  FBC Melgar (18 de marzo del 2021).
  - En campeonatos internacionales de visita:  FBC Melgar 3:2 Carlos A. Mannucci (8 de abril del 2021).

### Participaciones internacionales
| Torneo                | Ediciones |
| --------------------- | --------- |
| Copa Sudamericana (1) | 2021.     |

### Por competición
| Torneo            | Temp. | PJ | PG | PE | PP | GF | GC | Dif. | Pts. | Mejor desempeño |
| ----------------- | ----- | -- | -- | -- | -- | -- | -- | ---- | ---- | --------------- |
| Copa Sudamericana | 1     | 2  | 0  | 0  | 2  | 3  | 5  | -2   | 0    | Primera fase    |
| Total             | 1     | 2  | 0  | 0  | 2  | 3  | 5  | -2   | 0    | —               |

## Organigrama Deportivo

### Goleadores

#### Primera División
En su historia en Primera División, Mannucci tuvo entre sus filas al goleador del campeonato peruano.
| Año  | Goleador       | Goles |
| ---- | -------------- | ----- |
| 1989 | Carlos Delgado | 14    |

## Entrenadores

### Cronología
Los entrenadores interinos aparecen en cursiva.
- José Cuesta Silva (1966-1967)
- Juan Honores (1968–1969)
- Miguel Ortega (1969)
- Mario Gonzales (1970)
- Antonio Sanguinetto (1971)
- Óscar Montalvo (1972)
- Emilio Vargas (1973)
- Moacyr Pinto (1973)
- Rigoberto Felandro (1974)
- Máximo Lobatón (1974)
- Moacyr Pinto (1974-1975)
- Luis Rubiños (1975)
- Dámaso Rodríguez (1976)
- Luis Zavala (1977)
- Juan Seminario (1978)
- José Etchegoyen (1978-1980)
- Donato Hernández (1981-1982)
- Óscar Montalvo (1983)
- Luis Cruzado (1983-1984)
- Luis Rubiños (1984)
- Carlos Sotomayor (1984)
- Óscar Villalobos García (1985)
- Mario Gonzales (1985-1986)
- Pedro Cruz (1987)
- Luis Greco Meneses (1988)
- Hernán Saavedra (1988)
- Juan Pinnola (1989)
- Luis Cruzado (1989)
- Manuel Mayorga (1990)
- Pedro Cruz (1991)
- José Chiarella (1991-1992)
- Luis Pau (1992)
- José Carlos Trasante (1993)
- Julio César Uribe (1993-1994)
- José Fernández Santini (1994)
- César Cubilla (1995)
- Fernando Cuellar (1995)
- Sergio Pereyra (1996)
- Ramón Mifflin (1996)
- Jorge Jaramillo (1996-1997)
- Ramón Mifflin (1997)
- Miguel Ángel Guzmán (1997)
- Dagoberto Olivares (1998)
- Carlos García (1998)
- Ramón Mifflin (1998-1999)
- Carlos Delgado (1999-2000)
- Óscar Villalobos García (2000)
- Salomón Paredes (2001)
- Mario Villegas (2002)
- Alejandro Mallqui (2003)
- Héctor Arias (2003-2004)
- Miguel Ángel Fullana (2004)
- Pedro Cruz (2005-2006)
- Carlos Delgado (2007)
- Rufino Bernales (2008)
- Roberto Arrelucea (2009)
- Rufino Bernales (2010)
- Horacio Baldessari (2011)
- Christian Muñoz (2012)
- Ramón Mifflin (2012)
- Eusebio Salazar (2013)
- Roberto Arrelucea (2013-2014)
- José Soto (2014-2015)
- Mitchell Silva (2015)
- Carlos Delgado (2015)
- Elke Cárdenas (2015)
- Julio García (2015-2016)
- Juan Carlos Cabanillas (2016)
- Teddy Cardama (2016-2017)
- Rafael Castillo (2017)
- José Soto (2018-2019)
- Pablo Peirano (2019)
- Juan Manuel Llop (2020)
- Pablo Peirano (2020-2021)
- Enrique Meza (2021-2022)
- Mario Saralegui (2022)
- Óscar Gambetta (2022)
- Jorge Pautasso (2022)
- Mario Viera (2023)
- Franco Navarro (2024)
- Milton Mendes (2024)
- Salomón Paredes (2024)
- Pablo Rubinich (2025)
- Luis Cordero (2025)

## Palmarés

### Torneos nacionales
| Competición nacional           | Títulos     | Subcampeonatos |
| ------------------------------ | ----------- | -------------- |
| Copa Bicentenario (0/1)        |             | 2021.          |
| Segunda División de Perú (0/1) |             | 2018.          |
| Copa Perú (2/0)                | 1968, 1969. |                |

### Torneos regionales
| Competición regional                      | Títulos                                                                 | Subcampeonatos                      |
| ----------------------------------------- | ----------------------------------------------------------------------- | ----------------------------------- |
| Campeonato Regional - Zona Norte (3/0)    | 1985, 1987, 1991-I.                                                     |                                     |
| Etapa Regional - Región II, Norte B (4/0) | 1968, 1969, 1973, 2009.                                                 |                                     |
| Liga Departamental de La Libertad (7/6)   | 1967, 1973, 1996, 2000, 2008, 2010, 2012.                               | 1982, 2006, 2007, 2009, 2011, 2013. |
| Liga Provincial de Trujillo (1/4)         | 2008.                                                                   | 2002, 2006, 2007, 2009.             |
| Liga Distrital de Trujillo (12/4)         | 1967, 1973, 1980, 1982, 1996, 1998, 2000, 2002, 2006, 2007, 2008, 2013. | 1964, 1965, 1981, 2009.             |